# SMAD3
Le SMAD3 (pour « Mothers against decapentaplegic homolog 3 ») est une protéine dont le gène est le SMAD3 situé sur le chromosome 15 humain.

## Rôle
Il intervient dans la voie de signalisation des Smad.

## En médecine
Une mutation de son gène entraîne un syndrome associant anévrisme aortique thoracique et polyarthrite, pouvant être proche d'un syndrome de Loeys-Dietz.